# Manuel de Azcárraga Palmero
Manuel de Azcárraga Palmero (Manila, 1830 – Madrid, 6 de maig de 1896) fou un magistrat i polític espanyol, germà de Marcelo Azcárraga Palmero.

## Biografia
El 1853 es va llicenciar en dret a la Universitat de Madrid. Després va tornar un temps a les Filipines, on fou fiscal del Jutjat de Marina i de l'Audiència de Manila. També fou alcalde major de la província de Cagayan, governador civil i alcalde corregidor de Manila. De 1871 a 1876, endemés, fou membre del Consell de les Filipines.
A les eleccions generals espanyoles de 1876 fou elegit diputat del Partit Conservador pel districte de Solsona. Durant aquest mandat fou membre del Fondo de Redención y Enganches del Servicio Militar. El 1878, però, es va separar del Partit Conservador i a les eleccions generals espanyoles de 1881, 1884 i 1886 fou elegit diputat per Solsona, aquest cop pel Partit Liberal Fusionista. Tot i ser un reconegut lliurecanvista, va donar suport les propostes proteccionistes que va presentar la Diputació Catalana d'octubre de 1881, afirmant que com a representant d'un districte català, estaria sempre al costat dels seus interessos sempre que no entressin en contradicció amb els del país. El 1883 també fou durant uns mesos Director General de Gràcia i Justícia.
A les eleccions generals espanyoles de 1893 es presentà novament, però fou derrotat per l'aleshores conservador Joan Maluquer i Viladot. El 1891-1893 fou senador per la província de Lleida i el 1895 fou nomenat senador vitalici, però va morir abans de jurar el càrrec.

## Obres
- La reforma del municipio indígena en Filipinas (1871)
- Proyecto del desestanco en Filipinas (1871)
- La libertad de comercio en las Islas Filipinas (1871)